# Episodi di Star Wars: The Clone Wars (prima stagione)
La prima stagione della serie animata Star Wars: The Clone Wars, sottotitolata A Galaxy Divided e composta da 22 episodi, è andata in onda negli Stati Uniti sull'emittente televisiva Cartoon Network dal 3 ottobre 2008 al 20 marzo 2009.
In Italia, la stagione è andata in onda sull'emittente televisiva Cartoon Network dal 13 febbraio al 21 aprile 2009. In chiaro, la stagione è andata in onda su Boing a partire dal 4 novembre 2010.
Un film omonimo, uscito nei cinema due mesi prima dell'inizio della serie, funge da episodio pilota. Il film è l'unione di quattro episodi (The New Padawan, Castle of Deception, Castle of Doom e Castle of Salvation), che erano destinati originariamente a far parte della stagione.
| nº | Titolo originale            | Titolo italiano             | Prima TV USA     | Prima TV Italia  |
| -- | --------------------------- | --------------------------- | ---------------- | ---------------- |
| 1  | Ambush                      | Il duello                   | 3 ottobre 2008   | 13 febbraio 2009 |
| 2  | Rising Malevolence          | Missione di salvataggio     | 3 ottobre 2008   | 13 febbraio 2009 |
| 3  | Shadow of Malevolence       | L'ombra della Malevolence   | 10 ottobre 2008  | 20 febbraio 2009 |
| 4  | Destroy Malevolence         | Attacco alla Malevolence    | 17 ottobre 2008  | 20 febbraio 2009 |
| 5  | Rookies                     | Reclute                     | 24 ottobre 2008  | 27 febbraio 2009 |
| 6  | Downfall of a Droid         | La caduta di un droide      | 7 novembre 2008  | 27 febbraio 2009 |
| 7  | Duel of the Droids          | La stazione spia            | 14 novembre 2008 | 6 marzo 2009     |
| 8  | Bombad Jedi                 | Jar Jar Jedi                | 21 novembre 2008 | 6 marzo 2009     |
| 9  | Cloak of Darkness           | Il velo dell'oscurità       | 5 dicembre 2008  | 13 marzo 2009    |
| 10 | Lair of Grievous            | Il covo di Grievous         | 12 dicembre 2008 | 13 marzo 2009    |
| 11 | Dooku Captured              | La cattura del conte Dooku  | 2 gennaio 2009   | 20 marzo 2009    |
| 12 | The Gungan General          | Il riscatto                 | 9 gennaio 2009   | 20 marzo 2009    |
| 13 | Jedi Crash                  | Atterraggio di fortuna      | 16 gennaio 2009  | 27 marzo 2009    |
| 14 | Defenders of Peace          | I difensori della pace      | 23 gennaio 2009  | 27 marzo 2009    |
| 15 | Trespass                    | Guerra e pace               | 30 gennaio 2009  | 3 aprile 2009    |
| 16 | Hidden Enemy                | Il nemico invisibile        | 6 febbraio 2009  | 3 aprile 2009    |
| 17 | Blue Shadow Virus           | Il virus Blue Shadow        | 13 febbraio 2009 | 10 aprile 2009   |
| 18 | Mystery of a Thousand Moons | Il mistero delle mille lune | 13 febbraio 2009 | 10 aprile 2009   |
| 19 | Storm Over Ryloth           | Tempesta su Ryloth          | 27 febbraio 2009 | 17 aprile 2009   |
| 20 | Innocents of Ryloth         | Gli innocenti               | 6 marzo 2009     | 17 aprile 2009   |
| 21 | Liberty on Ryloth           | Quell'ultimo ponte          | 13 marzo 2009    | 21 aprile 2009   |
| 22 | Hostage Crisis              | Ostaggi                     | 20 marzo 2009    | 21 aprile 2009   |

## Il duello
- Titolo originale: Ambush
- Diretto da: Dave Bullock
- Scritto da: Steve Melching
- Incipit: «I grandi condottieri ispirano la grandezza negli altri.»

### Trama

Yoda e tre cloni (Jek, Thire e Rys) atterrano sul pianeta Rugosa, nel primo episodio della serie

Il saggio Maestro Jedi Yoda si reca sulla luna di Toydaria per convincere il re Katuunko a unirsi alla Repubblica Galattica, ma viene attaccato a sorpresa dalla flotta separatista della potente apprendista del Conte Dooku, Asajj Ventress, che atterra sul pianeta per corrompere Katuunko. Contrariamente ai piani dell'Alleanza Separarista, Yoda e tre cloni riescono ad atterrare sulla piccola luna con un guscio di salvataggio, ma sono costretti a scontrarsi con il grande esercito dei Separatisti. Sul campo di battaglia l'esercito della Repubblica si dimostra superiore ai droidi, e, non senza difficoltà, riesce a giungere al rendez-vous fissato con il re toydoriano, mentre la feroce sicaria Sith sta per ucciderlo. Yoda allora dimostra di essere molto superiore a Ventress nell'uso della Forza e la obbliga ad arrendersi. Nonostante ciò, essa riesce a creare un diversivo facendo esplodere delle rocce e creando una frana per fuggire e ricongiungersi alla flotta separatista in ritirata.
- Ascolti USA: telespettatori 3 992 000[4]

Note
- Quasi due anni dopo la messa in onda dell'episodio, nella terza stagione è uscito il prequel Missione umanitaria, che ha rivelato lo scopo originario della Repubblica di usare Toydaria come luogo per organizzarsi prima di aiutare i twi'lek e fornire loro cibo e medicinali.
- Il primo episodio stabilì il nuovo record di serie più seguita di Cartoon Network, attirando 3,992 milioni di telespettatori.[5]
- Originariamente non avrebbe dovuto essere il primo episodio della prima stagione, ma l'ordine degli episodi è stato cambiato poco prima della messa in onda.[6]

## Missione di salvataggio
- Titolo originale: Rising Malevolence
- Diretto da: Dave Filoni
- Scritto da: Steve Melching
- Incipit: «Credere non è questione di scelta ma di convinzione.»

### Trama
Il Maestro Jedi Plo Koon è stato inviato dal Consiglio dei Jedi per indagare sulla nuova arma separatista, che negli ultimi tempi aveva attaccato diverse flotte e convogli repubblicani senza lasciare superstiti. Dopo essersi recato nel sistema di Abregado e aver scoperto che la misteriosa arma, la Malevolence, è una gigantesca nave dotata di un cannone a ioni, capace di mandare in tilt tutti i sistemi dell'incrociatore colpito, Koon ritiene necessario comunicare le scoperte al Consiglio. La sua flotta viene distrutta come le altre, ma lui con tre cloni riesce a mettersi in salvo con un guscio di salvataggio e a opporre resistenza ai droidi inviati per finire il lavoro cominciato dall'enorme incrociatore fino all'arrivo di Anakin Skywalker e della sua Padawan Ahsoka Tano a bordo della Twilight, andati a salvarlo disubbidendo all'ordine del Cancelliere Palpatine. I Jedi verranno poi sorpresi dalla Malevolence, che gli sparerà con il cannone a ioni. Grazie ad Anakin, la navetta riuscirà a entrare nell'iperspazio e a portare al Consiglio Jedi i dati riguardanti l'arma dei Separatisti. La Malevolence, sotto la guida del malvagio Generale Grievous, si dirigerà verso il sistema di Antar, per distruggere un'importante stazione medica della Repubblica, di grande importanza strategica.
- Ascolti USA: telespettatori 3 924 000[4]

## L'ombra della Malevolence
- Titolo originale: Shadow of Malevolence
- Diretto da: Brian Kalin O'Connell
- Scritto da: Steven Melching
- Incipit: «Facile la via che porta alla saggezza per colui che non è accecato dall'io.»

### Trama
Dopo esser stato soccorso da Anakin e Ahsoka, il Generale Plo Koon sta partendo in loro compagnia per distruggere la Malevolence, insieme alla squadriglia Shadow. Con 12 bombardieri BTL Y-Wing Starfighter e il caccia Jedi di Koon, la piccola divisione si dirige verso la stazione prendendo una scorciatoia che prevede di passare attraverso la nebulosa di Balmorra, abitata da forme di vita che daranno delle difficoltà ai cloni. Nonostante questo, la squadra arriva nel sistema di Antar, con l'obiettivo di far esplodere il ponte e eliminare il Generale Grievous, appena in tempo per impedire che la Malevolence faccia uso del suo cannone a ioni sulla base. Durante la battaglia, 2 bombardieri vanno distrutti, e altri tre colpiti dal raggio del cannone a ioni, con la conseguenza di dover cambiare l'obiettivo primario nel cannone a ioni. Distruggendo questo, i Jedi hanno salvato la stazione e eliminato la maggior parte delle forze offensive della nave. A questo punto arriva il Generale Obi-Wan Kenobi con 3 incrociatori di classe Venator per terminare la nave separatista.
- Ascolti USA: telespettatori 2 800 000[7]

## Attacco alla Malevolence
- Titolo originale: Destroy Malevolence
- Diretto da: Brian Kalin O'Connell
- Scritto da: Tim Burns
- Incipit: «Un piano vale quanto coloro che lo portano a termine.»

### Trama
Mentre i generali Jedi Obi-Wan Kenobi e Anakin Skywalker sono impegnati a distruggere quello che resta della Malevolence, la senatrice Amidala del Consiglio Galattico è in missione diplomatica con il droide protocollare C-3PO, e viene catturata dall'incrociatore del Generale Grievous appena uscita dall'iperspazio, fornendogli così un ostaggio. I due Jedi accompagnati dal droide astromeccanico R2-D2 sono costretti a sospendere il fuoco e a entrare di nascosto nella nave avversaria con il cargo Twilight per liberare Padmé. Essa tenterà di distruggere il Generale Grievous innescando il processo di autodistruzione della sua nave, ma il generale separatista riuscirà a scampare all'imboscata. Intanto Skywalker e Kenobi sono arrivati all'interno della nave e hanno appena stabilito l'appuntamento con la senatrice quando verranno attaccati da dei droidi da battaglia che li costringeranno a separarsi. Mentre Anakin e R2 giungeranno all'incontro con Padmé, Obi-Wan sarà costretto a fronteggiare Grievous, limitandosi però a scappare. Si recherà poi alla Twilight, mentre Anakin e la senatrice Amidala hanno sabotato la guida dell'incrociatore, dirigendolo verso la luna morta del sistema. Grievous riuscirà però a scappare con quattro droidi avvoltoio e a inseguire i Jedi durante la loro ritirata, ma sarà costretto a fuggire dopo che i distruttori stellari Venetor della Repubblica avranno ripreso il loro fuoco. La Malevolence verrà poi abbattuta dall'impatto con la luna.

## Reclute
- Titolo originale: Rookies
- Diretto da: Justin Ridge
- Scritto da: Steven Melching
- Incipit: «Ciò che sa meglio costruire la fiducia in sé stessi è l'esperienza.»

### Trama
Sulla luna di Rishi, nel sistema di Kamino, si trova un avamposto della Repubblica guidato da alcuni cloni freschi di nomina. Il posto viene attaccato da una squadra di droidi Commando mandati in avanscoperta dalla flotta del Generale Grievous per poter attaccare Kamino. Questi droidi riescono a conquistare la base, mantenendo però un falso segnale di Via Libera per far credere alla Repubblica che la base sia ancora sotto il suo possesso. I droidi uccidono quasi tutti gli uomini tranne quattro cloni che riescono a scappare. Intanto i cloni Rex e Cody, che sono appena arrivati alla base per ispezionarla, vengono messi in allerta dai superstiti, riuscendo a non cadere nell'imboscata tesa dai droidi separatisti e a far credere di essere morti. A questo punto si uniscono coi tre sopravvissuti (un clone è stato mangiato da un vermone gigante), tre reclute di nome Echo, Fives e Hevy, e insieme decidono di far esplodere la base per far sparire il segnale di Via Libera e far accorrere la flotta repubblicana. Viene inviata dal Generale Grievous una nave da sbarco che prende ulteriormente possesso dell'avamposto. I cloni ammassano allora dell'esplosivo, in modo da far esplodere la base al momento giusto. Hevy si accorge però che l'esplosivo potrebbe essere disattivato dai droidi, e decide di sacrificarsi per far esplodere l'insediamento repubblicano. La flotta della Repubblica arriva nel sistema e costringe alla ritirata quella separatista, soccorrendo Rex, Cody, Echo e Fives, che entreranno poi a far parte della Legione 501 capitanata da Rex.
- Nota: Nel settembre 2010 è stato trasmesso un prequel di questo episodio intitolato L'unione fa la forza e un sequel intitolato Truppe speciali, appartenenti alla terza stagione.

## La caduta di un droide
- Titolo originale: Downfall of a Droid
- Diretto da: Rob Coleman
- Scritto da: George Krstic
- Incipit: «Confida nei tuoi amici ed essi avranno motivo di confidare in te.»

### Trama
Il malvagio Generale Grievous sta per attaccare la flotta di Anakin Skywalker, contando sulla sua maggioranza numerica, ma il Generale Jedi gli tende una trappola dislocando dei camminatori AT-TE sulla cintura di asteroidi attraverso cui la flotta separatista dovrà passare, e quando questa sarà presa tra i camminatori al comando di Rex e le navi al comandi dell'Ammiraglio Yularen, Anakin potrà attaccare con i caccia e spazzare via le navi avversarie. Nonostante i suoi piani vadano a buon fine, e la flotta nemica distrutta, Anakin, nel tentativo di inseguire il Generale Grievous in fuga, perde il caccia e con esso il suo droide astromeccanico R2-D2. Il Jedi si risveglia nell'infermeria della Resolute, la sua nave ammiraglia, dove viene informato della perdita del droide, nonché suo amico, e informa del fatto Obi-Wan Kenobi. Quest'ultimo, venuto a conoscenza del fatto che R2-D2 aveva nella sua memoria la dislocazione delle truppe repubblicane, ordina ad Anakin di andare a cercarlo, e gli affida l'incarico di distruggere una stazione di rilevamento separatista, dalla quale la CSI intercetta le trasmissioni repubblicane. Egli partirà con un piccolo distaccamento di cloni, la sua Padawan Ahsoka, e un droide sostitutivo, R3-S6. Arriva quindi nella nave Vulture's Claw, di proprietà di Gha Nachkt, un contrabbandiere, che mentirà e dirà di non aver visto unità R2. Infatti poco dopo la partenza dei cloni, il bandito prenderà accordi con Grievous per vendergli il droide.

## La stazione spia
- Titolo originale: Duel of the Droids
- Diretto da: Rob Coleman
- Scritto da: Kevin Campbell, Henry Gilroy
- Incipit: «Conserva gli amici chi alla ragione antepone il cuore.»

### Trama
A bordo della sua Vulture's Claw, il rigattiere Gha Nachkt trasporta il suo prezioso carico da rivendere a Grievous, R2-D2. Arrivato al cospetto del malvagio generale cyborg, Gha inizia a smontare il droide, nel tentativo di trovare le informazioni sulle basi repubblicane. Una volta estratti i piani, Gha viene ucciso da Grievous per non pagare la merce. Nel frattempo, Anakin, Ahsoka e un gruppo di cloni giungono alla nave separatista della Federazione dei Mercanti, camuffata da stazione di comunicazioni, nel tentativo di salvare il droide. Insieme a loro, c'è anche R3-S6, che sembra però rallentare la missione, con i suoi continui errori. R3 si rivela, infatti, essere una spia separatista, un droide al servizio di Grievous. Il gruppo riesce a salvare R2, che si prende la sua rivincita su R3, facendolo definitivamente a pezzi. Inoltre Ahsoka in questo episodio combatte da sola contro Grievous ma con agilità riesce a sfuggirgli e si butta nella mischia della stazione di atterraggio creata (risvegliando droidi da guerra) da R3.

## Jar Jar Jedi
- Titolo originale: Bombad Jedi
- Diretto da: Jesse Yeh
- Scritto da: Kevin Rubio, Steven Melching, Henry Gilroy
- Incipit: «È il tempo a fare gli eroi.»

### Trama
Padmé Amidala, insieme al droide C-3PO e al gungan Jar Jar Binks, è in missione diplomatica sul pianeta Rodia per convincere il senatore Onaconda Farr, amico di lunga data, a passare dalla parte della Repubblica. La donna ordina a Jar Jar di restare sulla nave, per non combinare guai. Giunta sul pianeta, Padmé scopre di essere caduta in una trappola: Onaconda aveva già stretto un accordo con il viceré Nute Gunray, in cambio di viveri e rifornimenti per il popolo rodiano. Padmé viene catturata dai droidi separatisti e condotta in cella, per essere giustiziata. Jar Jar Binks, nel frattempo, è sceso dalla nave e, vedendo l'accaduto, si precipita a soccorrere la senatrice. Scambiato per un Jedi, il gungan riesce, nonostante i gesti maldestri, a salvare Padmé. La senatrice convince Farr a unirsi allo schieramento della Repubblica, promettendo cibo e aiuti alla sua gente.
- Ascolti USA: telespettatori 2 775 000[9]

## Il velo dell'oscurità
- Titolo originale: Cloak of Darkness
- Diretto da: Dave Filoni
- Scritto da: Paul Dini
- Incipit: «Chi trascura il proprio istinto si espone al pericolo.»

### Trama
A bordo della Tranquility Luminara Unduli e Ahsoka Tano, in compagnia del comandante Gree, trasportano Nute Gunray verso Coruscant, dove dovrà affrontare un processo per crimini di guerra. Nel frattempo, il conte Dooku invia l'apprendista Asajj Ventress a salvare il viceré. Infiltratasi nella nave, la Sith si scontra con Luminara e Ahsoka, mentre il capitano Argyus sta di guardia alla cella di Gunray. Argyus, in realtà traditore che aveva ricevuto l'incarico retribuito di salvare il viceré, spavaldo e tracotante, viene ucciso da Asajj, che fugge insieme a Gunray su una delle navicelle rubate alla Repubblica. La nave sottratta da Ventress può, però, essere individuata e il maestro Kit Fisto è già sulle sue tracce.
- Ascolti USA: telespettatori 1 951 000[10]

## Il covo di Grievous
- Titolo originale: Lair of Grievous
- Diretto da: Atsushi Takeuchi
- Scritto da: Henry Gilroy
- Incipit: «Il più potente è colui che controlla il proprio potere.»

### Trama
Kit Fisto, sulle tracce del fuggitivo Nute Gunray insieme al cavaliere Jedi, ed ex-padawan, Nahdar Webb e ad un gruppo di cloni, localizza la nave rubata nel sistema Vassek. Una volta arrivato, il gruppo scopre di essere stato ingannato: il pianeta è in realtà sede del rifugio di Grievous che, messo alla prova dal conte Dooku, deve dimostrare di saper sconfiggere i Jedi. Giunto nel rifugio, Grievous viene colto alla sprovvista e quasi catturato. Dopo la morte dei cloni, a causa delle trappole disseminate nel covo, l'irruente Nahdar vuole a tutti i costi sconfiggere il cyborg, ma ne esce sconfitto, lasciando solo Fisto, al quale non resta altro che scappare.
- Ascolti USA: telespettatori 2.14 milioni[12]

Note
- La guida all'episodio rivela un paio di frasi, non mostrate nella trasmissione televisiva dell'episodio. Viene usata la famosa frase "Ho un brutto presentimento", da parte del Jedi Nahdar Vebb, ma è stata tagliata a causa di vincoli di tempo. Queste scene tagliate sono state comunque inserite nella versione estesa dell'episodio che appare sul DVD della prima stagione.
- La spada laser che Kit Fisto esamina nel covo di Grievous, apparteneva al Maestro Jedi Neebo.
- Durante la scena in cui Grievous è in fase di riparazione, nel momento in cui gli viene rimossa la maschera, si può ascoltare lo stesso lamento che fa in punto di morte nel film La vendetta dei Sith.

## La cattura del conte Dooku
- Titolo originale: Dooku Captured
- Diretto da: Jesse Yeh
- Scritto da: Julie Siege
- Incipit: «Il tortuoso sentiero che conduce alla pace è sempre meritevole, indipendentemente dal numero di svolte che comporta.»

### Trama
Dopo una lunga ricerca, i Jedi riescono a rintracciare il malvagio conte Dooku. Anakin e Obi-Wan partono nel tentativo di catturare una volta per tutte Dooku, che nel frattempo si è visto costretto ad atterrare su un pianeta del sistema di Vanqor.
I Jedi iniziano a cercare Dooku nelle caverne, ma quest'ultimo, provocando un crollo, riesce a fuggire rubando la spada laser di Anakin, che si trova indifeso contro i Gundark. Dooku incontra alcuni pirati, capitanati da Hondo Ohnaka, che inizialmente si offrono di aiutarlo, portandolo su Florrum per poi imprigionarlo e venderlo alla Repubblica per un milione di crediti in Spezia. Il Cancelliere Palpatine decide di inviare Anakin e Obi a verificare che Dooku sia davvero lì. Così loro si recano su Florrum disarmati, secondo le istruzioni di Hondo. Vengono accolti dai pirati che mostrano il prigioniero e li invitano ad un banchetto. Temendo una trappola, i due Jedi scambiano i bicchieri con quelli di altri pirati, salvandosi così dall'avvelenamento.
Note
- La frase di Obi-Wan "Non sono i prigionieri che stai cercando", fa eco alla sua stessa citazione in Guerre stellari dove diceva: "Questi non sono i droidi che stai cercando".
- Il sistema in cui è immobilizzato Dooku, è lo stesso che immobilizzò Obi-Wan nel film Star Wars: Episodio II - L'attacco dei cloni.
- La fregata armata Corona che appare in questo episodio deriva dai film con i dischi volanti, come quelli di La Terra contro i dischi volanti.
- Nella sceneggiatura originale, nella scena in cui Anakin e Obi-Wan arrivano nell'hangar avrebbero dovuto originariamente trovare dei caccia come quelli del gioco Star Wars: Jedi Starfighter.
- La canzone cantata dai pirati è una canzone esistente degli Hindi.

## Il riscatto
- Titolo originale: The Gungan General
- Diretto da: Justin Ridge
- Scritto da: Julie Siege
- Incipit: «Fallisci con onore anziché riuscire con l'inganno.»

### Trama
Obi-Wan e Anakin, in missione su Florrum, vengono rinchiusi e legati insieme al Conte Dooku, dopo essere stati storditi dalla forte bevanda dei pirati. Nel frattempo, la Repubblica invia il senatore Kharrus e Jar Jar Binks con il riscatto per Dooku, ignari della prigionia dei Jedi. Turk Falso, braccio destro di Hondo Ohnaka e incaricato di scortare la delegazione repubblicana, costringe invece la navetta ad atterrare sul pianeta per ottenere il riscatto e fuggire prima che il capo dei pirati se ne accorga. Nell'attacco, i piloti e Kharrus perdono la vita. Jar Jar riesce a guidare i cloni al recupero della Spezia. I due Jedi approfittano dell'assenza di corrente causata da Jar Jar per recuperare le spade e usare Hondo come scudo per uscire dalla base. Intanto Dooku scappa su una navicella, uccidendo Turk. Una volta all'aperto, i Jedi si riuniscono, liberando Hondo dimostrandogli così il proprio onore e guadagnandosi la sua stima.
- Ascolti USA: telespettatori 2.31 milioni[15]

## Atterraggio di fortuna
- Titolo originale: Jedi Crash
- Diretto da: Rob Coleman
- Scritto da: Katie Lucas
- Incipit: «L'avidità e la paura della perdita sono le radici che conducono all'albero del male.»

### Trama
Su Quell la flotta della Repubblica ingaggia uno scontro in inferiorità numerica con la flotta separatista. Aayla Secura è in grande difficoltà e quindi Anakin Skywalker ed Ahsoka Tano vengono inviati a soccorrerla. Durante l'evacuazione della nave della Maestra Jedi, Anakin viene ferito da un'esplosione e la navicella si schianta su un pianeta all'apparenza desertico, Maridun. Anakin viene lasciato, incosciente, insieme al capitano dei Cloni Rex, mentre Aayla, Ahsoka, Bly e altri soldati vanno alla ricerca di forme di vita. Incontrano una popolazione di lurmen fuggiti da Mygeeto per evitare la guerra; essi, dopo un rifiuto iniziale, mandano il guaritore Wag Too insieme ad Ahsoka a prendere Anakin. La padawan e Bly arrivano appena in tempo per scongiurare un attacco di bestie feroci, che avevano in precedenza assaltato il gruppo di Aayla uccidendo tutti i cloni tranne il loro comandante. La squadra repubblicana ritorna così al villaggio sana e salva. Il guaritore inizia la cura di Anakin, mentre le due Jedi si chiedono come riusciranno a lasciare il pianeta.
- Ascolti USA: telespettatori 2.35 milioni[17]

Note
- Quando Anakin viene portato gravemente ferito a bordo della fregata consolare, la maschera di ossigeno che indossa ha lo stesso suono del respiro della maschera che porterà come Dart Fener.[16]
- La fregata consolare su cui fuggono i Jedi è impostata per fare il salto nell'iperspazio. Tuttavia, è spesso indicato in varie fonti scritte che è impossibile saltare nell'atmosfera di un pianeta.

## I difensori della pace
- Titolo originale: Defenders of Peace
- Diretto da: Steward Lee
- Scritto da: Bill Canterbury
- Incipit: «Quando sei circondato dalla guerra, alla fine devi scegliere da che parte stare.»

### Trama
Anakin Skywalker riprende le forze, mentre su Maridun atterra una delegazione separatista che perquisisce il villaggio dei Lurmen in cerca di segni repubblicani. I Jedi e i due cloni riescono a nascondersi, osservando i Separatisti allontanarsi dal villaggio dopo aver informato Tee Watt Kaa di aver reso la colonia Lurmen e il pianeta un protettorato della CSI. Una sonda spia trova i Jedi, che vengono costretti a inseguirla per distruggerla onde non essere identificati: la loro presenza scatenerebbe un attacco ai danni dei pacifici Lurmen. Nell'inseguimento che porta alla distruzione del droide, la piccola squadra repubblicana scopre un avamposto della CSI in cui viene collaudata una nuova arma in grado di carbonizzare ogni forma di vita ma non i droidi, il Decespugliatore. Decidono così di infiltrarsi nella base per prendere una navetta e dirigersi al villaggio, dove si terrà un nuovo test. Intanto Tub, un Lurmen incaricato di accertarsi della loro partenza, ha già avvisato il capo Tee Watt Kaa, che si ostina nel non volersi difendere, per evitare di tradire i propri principi. I Jedi non desistono, e organizzano una difesa anche senza il consenso dei Lurmen. All'arrivo dei Separatisti attivano uno scudo con dei generatori rubati alla base, che evita così l'annientamento del villaggio, e ingaggiano una battaglia corpo a corpo con i droidi. Nonostante ciò, il capo villaggio è ancora contrario persino all'autodifesa, sostenendo che se è destino, moriranno. I droidi riescono a superare lo sbarramento, distruggendo gli scudi. Tuttavia Anakin riesce a distruggere la nuova arma, mentre i Lurmen più giovani iniziano a difendersi contro i droidi, pur senza distruggerli (cosa alla quale provvede Ahsoka). Con l'arresto del generale separatista Lok Durd, i Lurmen ringraziano i Jedi, nonostante ancora si chiedano, mentre compaiono le navi repubblicane, a quale prezzo siano riusciti a scampare alla distruzione.
- Ascolti USA: telespettatori 2.17 milioni[19]

## Guerra e pace
- Titolo originale: Trespass
- Diretto da: Brian Kalin O'Connell
- Scritto da: Steven Melching
- Incipit: «L'arroganza sminuisce la saggezza.»

### Trama
Anakin Skywalker e Obi-Wan Kenobi vengono mandati a perlustrare la zona di Orto Plutonia, visto che i cloni mandati lì non stanno tornando. Nella perlustrazione trovano un popolo solitario chiamato Talz, e scoprono che questi ultimi hanno attaccato i droidi e i cloni perché sono stati provocati. Obi-Wan offre la pace ai Talz, organizzando loro un incontro con il Presidente e la Senatrice della luna di Pantora, che erano entrambi con loro. Il Presidente, però vuole attaccare il popolo, così rifiuta di lasciare il pianeta, dichiarando guerra al re dei Talz. Il popolo delle nevi attacca il Presidente e la sua scorta. Nel frattempo alla Senatrice di Pantora viene concessa l'autorità di un trattato pacifico con i Talz, che va a buon fine, riuscendo così a far terminare la piccola schermaglia in corso.
- Ascolti USA: telespettatori 2.62 milioni[21]

Note
- Gli avvenimenti di questo episodio avvengono prima dell'episodio Il virus Blue Shadow.
- Dave Filoni ha dichiarato in un'intervista che le immagini per l'ambiente di Orto Plutonia erano fotocopie in bianco e nero che George Lucas ha fatto delle Badlands, dicendo che i contrasti erano ciò che stava cercando per raffigurare il pianeta di ghiaccio. I dipinti di Ralph McQuarrie per realizzare Hoth sono stati poi applicati al processo di progettazione per l'episodio, ma senza la saturazione del colore blu. I paesaggi di ghiaccio stilizzati sono stati modellati dopo la visione originale del pianeta di ghiaccio di McQuarrie. La neve nell'episodio, conferisce un tono molto emotivo alla storia.
- La musica si sente alla fine è quella della battaglia di Christophsis, seppur diversa in alcuni tratti.

## Il nemico invisibile
- Titolo originale: The Hidden Enemy
- Diretto da: Steward Lee
- Scritto da: Drew Greenberg
- Incipit: «La verità illumina la mente, ma non sempre porterà la felicità al tuo cuore.»

### Trama
Nel tentativo di mantenere il controllo del pianeta Christophsis, Obi-Wan e Anakin tentano un'imboscata. Vengono a loro volta attaccati da un battaglione di droidi e capiscono di avere un traditore nelle proprie file. Cercando delle risposte cadono nella trappola di Ventress, ma riescono a fuggire. Nel mentre gli ufficiali superiori Rex e Cody trovano il traditore, il sergente Slick. Riescono a fermarlo, ma non prima che abbia disabilitato le difese e distrutto i cannoni per l'arrivo dei droidi.
- Ascolti USA: telespettatori 2.51 milioni[23]

Note
- Durante la seconda stagione è stato trasmesso un prequel di questo episodio intitolato Gatto e topo e seguito dal film omonimo.
- Lo script originariamente prevedeva, all'inizio dell'episodio, che i cloni costruissero un droide da combattimento soprannominato "The Beast", simile nel design ai droidi minerari visti in Guerre stellari. Tuttavia, per mantenere la guerra definita come cloni contro droidi e non cloni che usano i droidi contro i droidi, la sequenza è stata tagliata.

## Il virus Blue Shadow
- Titolo originale: Blue Shadow Virus
- Diretto da: Giancarlo Volpe
- Scritto da: Craig Titley
- Incipit: «La paura è una malattia, la speranza la sua unica cura.»

### Trama
Sul pianeta Naboo viene catturato un droide solitario. Tramite un inganno le forze di difesa di Naboo vengono a sapere della presenza di un laboratorio nascosto sul pianeta. La senatrice Amidala insieme a Jar Jar si reca ad esplorare il presunto sito del laboratorio, ma viene catturata dai droidi. Scopre che nel laboratorio si trova uno scienziato che ha modificato un virus mortale perché si diffonda per via aerea, con l'intenzione di contaminare l'intera Galassia. Informati della sparizione della senatrice, Anakin, Obi-Wan e Ahsoka pianificano un attacco contro il laboratorio, ma lo scienziato cerca di fuggire durante i combattimenti. Quando viene catturato, arma le bombe contenenti il virus che però vengono disattivate dai cloni. La minaccia dello sterminio dell'intera di popolazione di Naboo viene quindi scongiurata.
- Ascolti USA: telespettatori 2.94 milioni[25]

Note
- Gli avvenimenti di questo episodio avvengono dopo l'episodio Guerra e pace.
- Nello script iniziale, il droide tattico che discute con C-3PO era in origine un droide medico.
- In origine nello script, il droide servo LEP-86C8 del dottor Vindi sarebbe dovuto scappare con la bomba e non essere mai più visto. Nella versione televisiva, Padmé ha trovato la bomba mancante in una serra, tenuta in mano dal droide servo che si era nascosto e non era riuscito a scappare.

## Il mistero delle mille lune
- Titolo originale: Mystery of a Thousand Moons
- Diretto da: Jesse Yeh
- Scritto da: Brian Larsen
- Incipit: «Una sola opportunità è una speranza immensa.»

### Trama
Nonostante gli sforzi per debellare il virus Blue Shadow, parte del laboratorio di ricerca è stato contaminato e, se i droidi rimasti all'interno dovessero aprirsi un varco ed uscire, il virus si diffonderebbe su Naboo. Ahsoka, Padmé, Jar Jar e alcuni cloni sono ancora all'interno, infettati.
Per trovare un antidoto, Anakin e Obi Wan Kenobi viaggiano fino al pianeta Yego, nello spazio della galassia che appartiene ai Separatisti. Il problema è che, secondo una credenza della gente di Yego, nessuno può lasciare il pianeta per via della maledizione di Drool, il cui fantasma impedisce alle navi di lasciare il pianeta distruggendole. Intanto a Naboo, nel laboratorio di ricerca, va sempre peggio: Ahsoka e Padmé sono quasi al limite. Ahsoka per il ritardo dei due maestri addirittura sviene e anche Rex e i suoi uomini sono visibilmente infetti. Anakin e Kenobi intanto riescono a trovare un modo per evitare la cosiddetta maledizione di Drool, la quale altro non è che una rete di laser con attivazione a sensore. I due Jedi ritornano quindi su Naboo e riescono a salvare la situazione per il rotto della cuffia.
- Ascolti USA: telespettatori 2.11 milioni[27]

Note
- Questo è il primo episodio di tutta la serie a non avere uno fumetto online sul sito StarWars.com dal momento che avviene immediatamente dopo l'episodio precedente.
- In origine, lo Xandu doveva essere divorato dalla pianta Reeksa.[26]
- Il raggio principale è identico a quello della Morte Nera.

## Tempesta su Ryloth
- Titolo originale: Storm Over Ryloth
- Diretto da: Brian Kalin O'Connell
- Scritto da: George Krstic
- Incipit: «Ardua è la strada che conduce alle vette della grandezza.»

### Trama
Una flotta della Repubblica guidata da Anakin viene inviata su Ryloth per forzare il blocco separatista, tuttavia un errore di Ahsoka causa una sconfitta che costa molte perdite alla flotta. Nonostante questo Anakin è fermamente intenzionato a continuare l'attacco, perché a causa della rotazione planetaria non è possibile attendere l'arrivo di rinforzi e la flotta d'invasione di terra, guidata da Obi-Wan e Windu è in arrivo. Vinte le resistenze di Ahsoka, afflitta per la perdita di un intero squadrone, Anakin prende da solo il controllo di un incrociatore danneggiato con l'intenzione di schiantarlo sulla nave madre del blocco, lasciando la distruzione delle piccole navi ad Ahsoka. Nonostante l'inferiorità numerica, la giovane padawan con un ingegnoso stratagemma riesce a ribaltare la situazione aprendo la strada per la liberazione del pianeta.
- Ascolti USA: telespettatori 2.37 milioni[29]

Note
- Durante la terza stagione di Star Wars: The Clone Wars, è stato trasmesso un prequel a questo episodio e agli altri due episodi della trilogia di Ryloth, e anche dell'episodio Il duello della prima stagione, intitolato Missione umanitaria.
- Durante questo episodio viene citata la "Manovra Margl-Sabr", già nominata in L'erede dell'Impero, libro della Trilogia di Thrawn e scritto dallo scrittore Timothy Zahn.

## Gli innocenti
- Titolo originale: Innocents of Ryloth
- Diretto da: Justin Ridge
- Scritto da: Randy Stradley
- Incipit: «Il costo della guerra non ha mai veramente una giustificazione.»

### Trama
Lo sbarco delle truppe della Repubblica sul pianeta viene rallentato dalle batterie separatiste che si avvalgono della popolazione locale come scudo per i cannoni. Obi-Wan con una piccola squadra di cloni atterra poco distante con l'intenzione di distruggere l'artiglieria nemica. Nonostante le sue truppe vengano decimate da un attacco di bestie allevate dai droidi, Obi-Wan riesce comunque a guidare le truppe rimaste alla vittoria grazie alla guida di una bambina indigena scampata alla cattura trovata fortuitamente da due cloni in esplorazione. Disattivati i cannoni, la Repubblica è in grado di avviare la liberazione del pianeta.
- Ascolti USA: telespettatori 2.49 milioni[31]

Note
- Questo è il primo episodio della serie caratterizzato dalla presenza dei droidi tattici come veri e propri comandanti.
- La risata del droide tattico prima che stava per uccidere Obi-Wan era molto simile al tema di Terminator.
- Il Comandante Cody ha in mano la spada laser di Obi-Wan dopo aver sconfitto il Gutkurr, proprio come fece durante la battaglia di Utapau nel film La vendetta dei Sith.

## Quell'ultimo ponte
- Titolo originale: Liberty on Ryloth
- Diretto da: Rob Coleman
- Scritto da: Henry Gilroy
- Incipit: «Il compromesso è una virtù da coltivare, non una debolezza da disprezzare.»

### Trama
La liberazione del pianeta Ryloth è quasi completa, ma la capitale è ancora in mano ai Separatisti. Non potendo conquistare una roccaforte a cui si può accedere solo grazie ad un ponte attivabile dalla città a causa delle poche forze disponibili, Mace Windu cerca l'appoggio dei ribelli locali. Nonostante l'iniziale diffidenza dovuta a contrasti politici, il capo dei ribelli acconsente ad aiutare il Jedi in quanto i Separatisti hanno deciso di lasciare il pianeta in rovina al fine di screditare la vittoria della Repubblica e stanno bombardando i villaggi. Il governatore separatista tuttavia per avidità è restio ad abbandonare la capitale, nonostante gli ordini di Dooku prima di aver depredato ogni cosa di valore. Grazie ai trasporti carichi di bottino, Mace Windu è in grado di introdursi nella capitale insieme a due cloni e a riattivare il ponte aprendo la strada all'esercito della Repubblica, mentre il comandante droide fugge lasciando a terra il governatore separatista che viene catturato. L'ultima minaccia proveniente dai bombardieri incaricati di distruggere la capitale viene sventata all'ultimo minuto dalla squadriglia di caccia guidata da Anakin e Ahsoka, concludendo così la liberazione del pianeta.
- Ascolti USA: telespettatori 3.01 milioni[33]

Note
- Gli avvenimenti di questo episodio avvengono prima dell'episodio La camera dei segreti.
- La guida episodio rivela una citazione da una scena tagliata, introducendo il personaggio di RB-551. La scena è stata poi reinserita nell'edizione estesa in DVD e Blu-Ray.
- Tra i tesori presenti nello shuttle di Wat Tambor, appare l'Arca dell'Alleanza de I predatori dell'arca perduta. L'unica differenza è che i cherubini d'oro sono stati sostituiti da Twi'lek dorati.
- Fanno la loro comparsa i blurrgs, le creature presentate per la prima volta nel film per la televisione Il ritorno degli Ewoks.[34]
- Una versione precedente della storia era che Mace andata al salvataggio dei Twi'lek in cattività da una prigione sospesa sopra un vulcano; tuttavia, dai primi disegni poteva sembrare troppo simile a Mustafar, e la storia è stata cambiata.[32]
- Questo episodio segna la seconda apparizione dei droidi commando serie-BX; la prima volta era nell'episodio Reclute.
- Il personaggio di Cham Syndulla è stato originariamente pensato per essere alleato con i Separatisti, agli ordini di Wat Tambor.

## Ostaggi
- Titolo originale: Hostage Crisis
- Diretto da: Giancarlo volpe
- Scritto da: Eoghan Mahony
- Incipit: «Condividere un segreto può costruire una fiducia.»

### Trama
Anakin e Padmé riescono finalmente ad avere un momento di intimità. Nel frattempo il cacciatore di taglie Cad Bane e il suo gruppo di tagliagole si infiltrano nell'ala est del palazzo del senato con lo scopo di prendere in ostaggio diversi senatori e scambiare la loro vita con la liberazione di Ziro the Hutt, prigioniero della Repubblica. Quando la crisi ha inizio, Anakin si ritrova senza la sua spada laser che aveva lasciato nelle mani di Padmé, ora prigioniera di Bane e dei cacciatori di taglie complici (Aurra Sing, HELIOS 3G, IG89, Robonino). Essendo praticamente isolati dal resto di Coruscant, al cancelliere Palpatine non resta altro che accontentare le richieste di cacciatori, i quali però non mantengono il patto e faranno saltare in aria l'ala est con tutti i senatori all'interno. Anakin riuscirà a salvare i senatori sul filo del rasoio, ma Bane e i suoi riusciranno a farla franca.
- Ascolti USA: telespettatori 3.29 milioni[36]

Note
- Durante la terza stagione è stato trasmesso un prequel di questo episodio intitolato Piani diabolici e seguito dall'episodio Caccia a Ziro.
- In questo episodio finale della stagione, Ziro the Hutt esclama "L'orrore!" alla maniera del colonnello Kurtz in Apocalypse Now.
- A parere di USA Today, questo episodio ha avuto 3,3 milioni di spettatori, secondo solo all'episodio Il duello, primo della serie.
- In una versione dello script, il vice-cancelliere del Senato Mas Amedda doveva essere in ufficio con Palpatine. Tuttavia, il personaggio è stato cambiato con il senatore Orn Free Taa, visto che il modello del personaggio esisteva già.
- Questo episodio segna la prima volta che i droidi servo LEP sono visti al servizio della Repubblica.
- L'aspetto del clone Comandante Fox nell'episodio non è stato confermato fino alla sua messa in onda.